# BRIGAD
BRIGAD est une série télévisée française en douze épisodes de 52 minutes créée par Olivier Marvaud et Jean-Marc Auclair et diffusée entre le 10 novembre 2000 et le 6 août 2004 sur France 2.
Elle a été rediffusée sur 13e rue, Jimmy, France 4, NT1, NRJ 12,  Planète Justice et Numéro 23,Action.

## Synopsis
La série met en scène une unité d’élite fictive de la Police nationale, équivalente au RAID, la BRIGAD (abréviation de « Brigade de recherche, intervention, gestion, assistance et dissuasion »). Elle est chargée d’intervenir dans les situations extrêmes (actions terroristes, prises d’otages…)

## Fiche technique
- Titre : BRIGAD
- Création : Olivier Marvaud et Jean-Marc Auclair
- Réalisation : Marc Angelo
- Scénario :  Olivier Marvaud et Jean-Marc Auclair
- Direction artistique : Dominique Roubaud, Étienne Méry
- Costumes : Élisabeth Rousseau
- Photographie : Yves Dahan
- Montage : Yves Charoy, Fred Demolder, Frédérique Broos
- Musique : Christophe Lapinta
- Production : Monique Trnka  ; Jean-Marc Auclair, Dominique Janne, Marie-Astrid Lamboray
- Société de production :  France 2
- Société de distribution :  France 2
- Pays de production :  France
- Langue originale : français
- Format : couleur - 35 mm - 16/9 - son stéréo
- Genre : série policière
- Nombre de saisons : 2
- Nombre d'épisodes : 12
- Durée : 52 minutes
- Dates de première diffusion : 10 novembre 2000 (France 2)

## Distribution
- Jean-Claude Adelin : Paul Caroski
- Jean-Yves Gautier : Morini
- Jean-François Fagour : Marius
- Dan Herzberg : Patrick Balard
- Philippe du Janerand : Jean-François Carlin
- Alain Figlarz : Mortier
- Ingrid Chauvin : Julia Lentier (saison 1)
- Alicia Alonso : Sylvia (saison 2)
- Serge Martina : le commissaire

## Épisodes

### Première saison (2000)
1. Le Stratagème chinois
2. La Secte des lunes
3. Deux filles en cavale
4. Le Forcené
5. Point bombe
6. Mutinerie

### Deuxième saison (2002)
1. Dialogue de sourds
2. Noces rouges
3. Petite Môme
4. Sur le fil du rasoir
5. Le Fortin
6. Pavillon noir